# Pevnost na Rýně
Pevnost na Rýně je československý film z roku 1962. Jde o propagandisticky podané psychologické drama, odehrávající se mezi zajatými spojeneckými generály během druhé světové války. Film režíroval Ivo Toman, v hlavních rolích se objevil Karel Höger, Bohumil Šmída, Wilhelm Koch-Hooge, Radovan Lukavský, Oldřich Velen. Ve filmu hráli i zahraniční herci, které následně dabovali čeští herci.

## Děj
Do opevněného hradu kdesi na Rýně je jako zajatec přivezen americký generál (Bohumil Šmída) – děj filmu se odehrává tak, aby divák vnímal a prožíval postup spojeneckých vojsk při obsazování Itálie a s ním i amerického generála, který má „ryze materiální názory“ (jako Američan). Při příchodu se spolu s ostatními vysokými důstojníky, kteří jsou ubytováni odděleně od zajatých prostých vojáků dozví, že 10 těchto vojáků má být na příkaz velitele pevnosti (Wilhelm Koch-Hooge) popraveno. Generálové vyhlásí hladovku. Každý den hladovky postupně sledujeme osudy francouzského generála (obětoval syna – mohl ho vyměnit s arabskými partyzány, ale odmítl), nizozemského admirála (Karel Höger) – zapojil se do odboje, ale než aby popravil svého bývalého přítele za kolaboraci, raději se nechal zajmout. Britský generál odmítá inzulín – hrozí mu smrt do 5 dnů. Ačkoliv kvůli němu někteří generálové chtějí od hladovky ustoupit, americký generál je přesvědčí, že musí vytrvat a velitel ustoupí. Uvádí, že je to jako partie pokeru – umět blufovat a tím vyhrát. Čtvrtý den velitel skutečně ustoupí, čestným slovem slíbí, že vojáci nebudou popraveni a generálové hladovku ukončí. Krátce poté jsou ale vojáci popraveni. Někteří generálové chtějí nějakým způsobem protestovat, ale jsou umlčeni argumentem, že hladovka nebyla kvůli životům těch 10 vojáků, ale proto, aby generálové měli pro dobu po válce kladné svědectví zajatých vojáků, že i oni za ně bojovali, že jim osudy prostých vojáků nebyly lhostejné. V závěru filmu je v New Yorku slavnostně přivítána delegace západoněmecké armády, která přijela navázat lepší spolupráci ve společném boji proti komunismu. V čele delegace je bývalý velitel pevnosti na Rýně. V americkém týmu je i generál, který byl před 15 lety jeho zajatcem a mohl by na jeho válečný zločin upozornit. Německý generál se k němu bez bázně hlásí, americký se opět zachová jako hráč pokeru, s nehybnou tváří prohlásí, že „to bylo dávno“.